# Östergötlands runinskrifter 176
Östergötlands runinskrifter 176, Ög 176, är en vikingatida runsten i Skärkinds socken och Norrköpings kommun. Stenen står i hörnet av gården Karlslunds trädgård belägen ostnordost om Skärkind, nära länsväg 210. Den hittades 1887 eller 1888 i en närbelägen bäck. Materialet är granit. Den 2,1 meter höga stenen bär en relativt välbevarad ristning som förs till stilgrupperingen RAK
och vars runtecken är av typen normalrunor. Stilen med raka avslut på skriftbanden innebär att ristningens tillkomst mest sannolikt hör hemma i perioden 980-1015.

## Translitterering
I translittererad form lyder inskriften:
× skarþi × raiþi × stin × þonsi × iftiR × kuþmrt × faþur × sin

## Översättning
Vad runorna berättar blir på nusvenska:
Skarde reste denna sten efter Gudmund, sin fader.